# Pseudocrossocheilus
Genre
Pseudocrossocheilus est un genre de poissons téléostéens de la famille des Cyprinidae et de l'ordre des Cypriniformes. Ce genre est endémique de la Chine.

## Liste des espèces
Selon FishBase (20 novembre 2016):
- Pseudocrossocheilus liuchengensis (Liang, Liu & Wu, 1987)
- Pseudocrossocheilus longibullus (Su, Yang & Cui, 2003)
- Pseudocrossocheilus nigrovittatus (Su, Yang & Cui, 2003)
- Pseudocrossocheilus papillolabrus (Su, Yang & Cui, 2003)
- Pseudocrossocheilus tridentis (Cui & Chu, 1986)